# 丹前

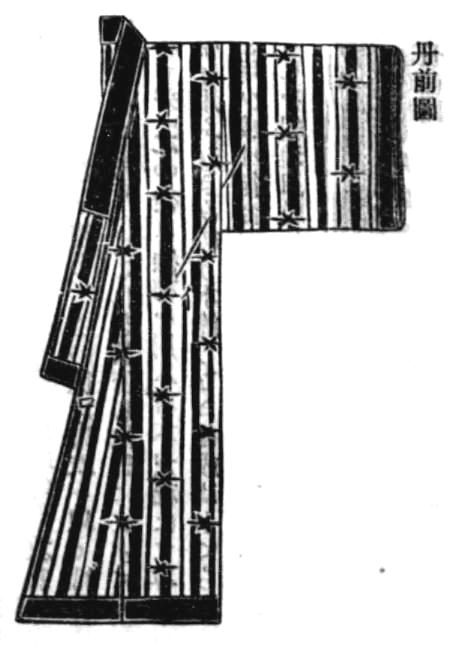
丹前の図。喜田川季荘著『類聚近世風俗志 : 原名守貞漫稿』より

丹前（たんぜん）とは、厚く綿を入れた防寒用の日本式の上着。褞袍（どてら）ともいう。長着の一種。
当初は旗本に仕える使用人の旗本奴たちの間で流行し、これが一般にも広まった。
丹前は綿の入った広袖の長着で、布地は派手な縞柄のものが多く、これを丹前縞という。また、厚手のウール生地で作られた、中綿の入っていないものもある。
なお、綿入れ袢纏は羽織風の腰あたりまでの上着であるが、地方によってはこれを丹前あるいはどてらと呼ぶこともある。
日本の東北地方、北海道地方では、掻巻（寝具）のことを丹前と呼ぶ。

## 解説
丹前の原型は吉原の有名な遊女だった勝山の衣裳にあるという。
勝山は、元は江戸神田の風呂屋の湯女だったが、この風呂屋は堀丹後守（堀直寄）の下屋敷の前にあったことから「丹前風呂」と呼ばれていた。勝山ゆかりの丹前風呂では湯女たちが勝山にあやかってよく似た衣服を身につけていたが、そこに通い詰めた旗本奴たちがそれによく似たものを着て風流を競ったので、「丹前」が巡り廻って衣服の一種の名となったという。
こうした旗本奴や、のちには侠客などが、派手な縞柄の丹前に広幅の丹前帯をだらしなく絞めて着流したのが丹前風で、これが一種の流行になった。
侠客を歌舞伎の舞台でよく勤めた役者が多門庄左衛門であり、彼は当時流行していたこの丹前姿で六方を踏んで悠々と花道を出入りしたことから、絶大な人気を得た。この丹前六方にあやかって、丹前を着流して市中を悠然と闊歩する者が後を絶たなかったので、彼らのことも「丹前」と呼んだ。